# マネージュ広場 (サンクトペテルブルク)

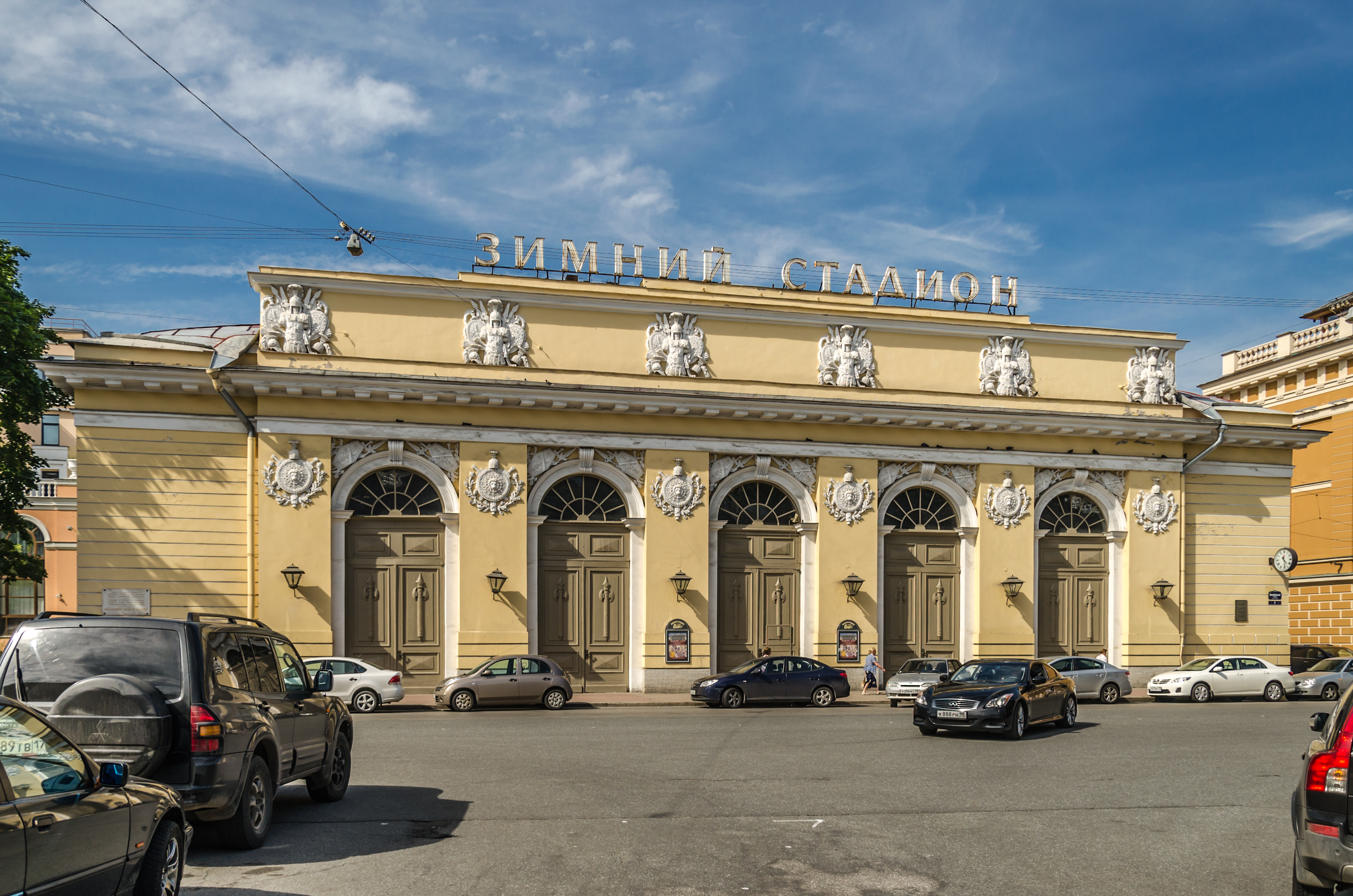
冬季体育館

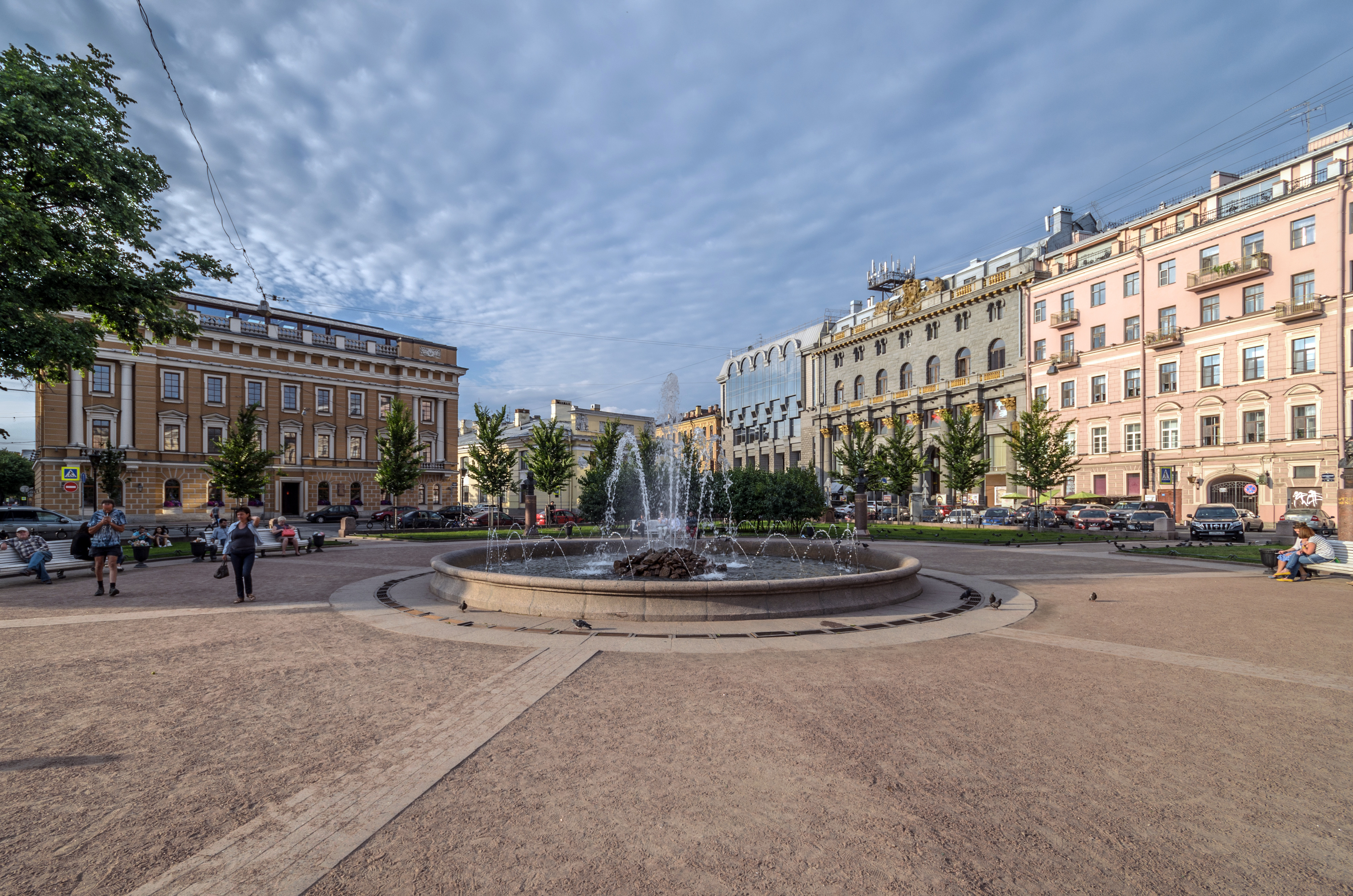
広場に噴水

マネージュ広場（マネージュひろば、ロシア語: Манежная площадь＝マニィェージュナヤ・プローシャチ）は、ロシアのサンクトペテルブルクの中心部にある広場である。「マネージュ」（ロシア語: Манеж＝マニィェーシュ）はフランス語: manègeから来た言葉で、「馬場」、「乗馬学校」の意味で、英語でもフランス語そのまま使われており、以前は広場に面してロマノフ家の大きな「ミハイロフスキー馬場」があった。
広場は直角三角形をしており、南側はネフスキー大通りの北側を平行しているイタリヤンスカヤ通りで、西側はフォンタンカ川に平行しているカラヴァンナヤ通りで、斜辺の北西側は「ミハイロフスキー馬場」後の冬季体育場に面している。広場にはイワン・ツルゲーネフの坐像がある。

## 地図

サンクトペテルブルクのマネージュ広場の散歩地図： ③は冬季体育館、⑦～⑪はイタリヤンスカヤ通り、⑫～⑭はカラヴァンナヤ通り。右側の川はフォンタンカ川で、少し上流（下方）にネフスキー大通りが通るアニーチコフ橋がある。